# Hitchin
Hitchin è una cittadina di 30 360 abitanti della contea dell'Hertfordshire, in Inghilterra. A Hitchin il 4 agosto 1900 nacque Elizabeth Bowes-Lyon, regina consorte di Giorgio VI.

## Amministrazione

### Gemellaggi
- Nuits-Saint-Georges, Francia
- Bingen am Rhein, Germania